# うのまこと
うの まこと（本名：宇野 真（読みは左記と同じ）、1970年11月13日 - ）は、日本の男性アニメーター、キャラクターデザイナー。愛知県名古屋市出身。アニメ雑誌やクレジットタイトルなどにおいては、本名で表記される場合もある。

## 来歴
j地元・愛知のデザイン学校（代々木アニメーション学院名古屋校）を卒業後に上京し、1991年に葦プロダクションへ入社。同年に参加した『魔法のプリンセス ミンキーモモ 夢を抱きしめて』（第2作）の第57話「冷たくしないで」が、アニメーターとしてのデビュー作である。
同プロダクション退社後は、フリーランスを経てXEBECに移り、『ラブひな』で初のキャラクターデザインを務めた。
2001年にXEBECを退社して大張正己が率いるスタジオG-1NEOへ移籍し、『超重神グラヴィオン』のキャラクターデザインに起用。その後、スタジオG-1NEOを退社して本格的にフリーランスとなった。
2007年11月30日には、初の画集『うのまこと画集 UNO!』が集英社より発売された。

## 参加作品

### キャラクターデザイン
2000年
- ラブひな

2002年
- 超重神グラヴィオン

2003年
- 宇宙のステルヴィア

2004年
- 超重神グラヴィオンZwei

2006年
- ウィッチブレイド

2007年
- ドラゴノーツ -ザ・レゾナンス-
- ヴァレリアン&ロールリンヌ - 日本未放映

2010年
- 聖痕のクェイサー

2014年
- RAIL WARS!

2018年
- ハイスクールD×D HERO

2020年
- 異種族レビュアーズ

2022年
- 異世界迷宮でハーレムを

### その他
1991年
- 魔法のプリンセス ミンキーモモ（第2作、動画）

1993年
- キャシャーン（原画）

1994年
- BLUE SEED（動画チェック、原画）
- 鉄腕GinRei（原画）

1995年
- マクロス7（原画）
- 機動戦艦ナデシコ（原画）
- 爆れつハンター（原画・エンディング原画）

1998年
- 快傑蒸気探偵団 TV ANIMATION SERIES（プロップデザイン・作画監督・原画・オープニング作画）

1999年
- 超速スピナー（原画）
- ゴクドーくん漫遊記（オープニング原画）
- スージーちゃんとマービー（プロップデザイン）
- ∀ガンダム（作画監督）
- 少女革命ウテナ アドゥレセンス黙示録（原画）
- ゾイド -ZOIDS-（オープニング原画・原画）
- 地球防衛企業ダイ・ガード（総作画監督・作画監督）

2000年
- 女神候補生（原画）

2001年
- テイルズ オブ エターニア THE ANIMATION（原画）
- ゾイド新世紀 スラッシュゼロ（作画監督）
- エンジェルブレイド（作画監督・原画）

2002年
- ラブひな Again（原画）

2003年
- エアマスター（原画）
- R.O.D -THE TV-（オープニング原画）
- 神魂合体ゴーダンナー!!（原画）

2004年
- GANTZ（作画監督）

2005年
- こみっくパーティーRevolution（オープニング原画）
- SPEED GRAPHER（オープニング原画）

2008年
- RD 潜脳調査室（原画）

2009年
- しゅごキャラ!!どきっ（キャッツイヤーデザイン）
- 聖痕のクェイサー（アニメ化企画決定記念イラスト）

2013年
- はいたい七葉（第2期、エンドカードデザイン）

2015年
- 六花の勇者（総作画監督）

2021年
- 見える子ちゃん（化け物デザイン）

2022年
- 異世界迷宮でハーレムを（総作画監督）

2025年
- ぬきたし THE ANIMATION（プロップデザイン）